# Maddison Keeney
Maddison Keeney (Auckland, 23 maggio 1996) è una tuffatrice australiana, vincitrice di una medaglia di bronzo ai Giochi olimpici di Rio de Janeiro 2016 e di una d'argento ai Giochi olimpici di Parigi 2024.

## Biografia
Ha rappresentato l'Australia ai Giochi olimpici di Rio de Janeiro 2016  gareggiando nel concorso dei tuffi dal trampolino 3 metri individuali e sincro. Nei tuffi sincronizzati, in coppia con Anabelle Smith, ha vinto la medaglia di bronzo nella gara vinta dalle cinesi Shi Tingmao e Wu Minxia; l'argento è andato alle italiane Tania Cagnotto e Francesca Dallapé.  Nel 2024, invece, vince la medaglia d'argento nel trampolino 3 metri alle Olimpiadi di Parigi. 
Vanta in totale quattro medaglie d'oro mondiali, di cui due nel trampolino 1 metro.

## Palmarès
- Giochi olimpici

Rio de Janeiro 2016: bronzo nel sincro 3m.
Parigi 2024: argento nel trampolino 3m.
- Mondiali

Budapest 2017: oro nel trampolino 1m.
Gwangju 2019: oro nel sincro misto 3m, bronzo nel trampolino 3m.
Budapest 2022: bronzo nel sincro 3m.
Fukuoka 2023: argento nel sincro misto 3m.
Doha 2024: oro nel sincro misto 3m, argento nel sincro 3m, bronzo nella squadra mista.
Singapore 2025: oro nel trampolino 1m, argento nel sincro misto 3m.
- Giochi del Commonwealth

Glasgow 2014: argento nel trampolino 1m e bronzo nel sincro 3m.
Birmingham 2022: oro nel trampolino 3m e nel sincro 3m, argento nel sincro 3m misti.

### Coppa del Mondo
- Vincitrice della Coppa del Mondo del sincro 3m nel 2024